# Liparis coelogynoides
Liparis coelogynoides är en orkidéart som först beskrevs av Ferdinand von Mueller, och fick sitt nu gällande namn av George Bentham. Liparis coelogynoides ingår i släktet gulyxnen, och familjen orkidéer. Inga underarter finns listade i Catalogue of Life.